# سی‌تی‌آرال (فیلم)
سی‌تی‌آرال (به انگلیسی: CTRL) فیلمی هندی محصول سال ۲۰۲۴ و به کارگردانی ویکرامادیتیا موتوانه است. در این فیلم بازیگرانی همچون آنانیا پاندی، ویهان سامات و آپارشاکتی کورانا ایفای نقش کرده‌اند.